# Saxophonescas
Les Saxophonescas sont une œuvre de musique de chambre pour quatuor de saxophones de la compositrice française Fernande Decruck, écrites en 1943.

## Structure
L'œuvre comprend huit mouvements :
1. Héroïque
2. Faunesque
3. Fantasmagorie
4. Pianissimo
5. Parenthèses
6. Histoire sans nom
7. Choral orphéonique
8. Fuguesque...

## Discographie
- Fernande Decruck, Works by Fernande Decruck, Quatuor Ellipsos.